# فرانسوا جوزيف ويسترمان
فرانسوا جوزيف ويسترمان (بالفرنسية: François-Joseph Westermann)‏ هو عسكري فرنسي، ولد في 5 سبتمبر 1751 في مولشيم في فرنسا، وتوفي في 5 أبريل 1794 في باريس في فرنسا بسبب مقصلة.